# 6931 Kenzaburo
A 6931 Kenzaburo (ideiglenes jelöléssel 1994 VP6) a Naprendszer kisbolygóövében található aszteroida. Endate Kin és Vatanabe Kazuró fedezte fel 1994. november 4-én.